# Campionato mondiale di hockey su ghiaccio Under-18 2003
Il 5º Campionato mondiale di hockey su ghiaccio U-18 è stato assegnato dall'International Ice Hockey Federation alla Russia, che lo ha ospitato nella città di Jaroslavl' nel periodo tra il 12 e il 22 aprile 2003. Le partite si sono disputate in due diversi palazzetti, l'Arena 2000, impianto da 9.046 posti a sedere, ed il Dvorec sporta Avtodizel', capace di ospitare 3.000 spettatori. Nella finale il Canada si è aggiudicata il primo titolo sconfiggendo la Slovacchia con il punteggio di 3-0. Al terzo posto invece è giunta la Russia, che ha avuto la meglio sugli Stati Uniti per 6-3.

## Campionato di gruppo A

### Partecipanti
Al torneo prendono parte 10 squadre:
| 7 dall'Europa     | Bielorussia | Finlandia   |
| 7 dall'Europa     | Rep. Ceca   | Russia      |
| 7 dall'Europa     | Slovacchia  | Svezia      |
| 7 dall'Europa     | Svizzera    |             |
| 2 dal Nordamerica | Canada      | Stati Uniti |
| 1 dall'Asia       | Kazakistan  |             |

### Gironi preliminari
Le dieci squadre partecipanti sono state divise in due gironi da 5 cinque squadre ciascuno: le compagini che si classificano al primo posto nel rispettivo girone si qualificano direttamente alle semifinali. La seconda e la terza classifica di ciascun raggruppamento disputano invece i quarti di finale. La quarta e la quinta giocano infine un ulteriore girone al termine del quale le ultime due classificate vengono retrocesse in Prima Divisione.

#### Girone A
| Jaroslavl' 12 aprile 2003, ore 15:00 UTC+4 | Svezia | 3 – 3 (1-2; 1-0; 1-1) | Finlandia | Dvorec sporta Avtodizel' (1.000 spett.) |

| Jaroslavl' 12 aprile 2003, ore 19:00 UTC+4 | Bielorussia | 3 – 3 (0-2; 0-1; 3-0) | Stati Uniti | Dvorec sporta Avtodizel' (500 spett.) |

| Jaroslavl' 13 aprile 2003, ore 19:00 UTC+4 | Slovacchia | 4 – 1 (2-0; 1-0; 1-1) | Svezia | Dvorec sporta Avtodizel' (1.500 spett.) |

| Jaroslavl' 14 aprile 2003, ore 15:00 UTC+4 | Finlandia | 8 – 6 (1-3; 4-2; 3-1) | Bielorussia | Dvorec sporta Avtodizel' (800 spett.) |

| Jaroslavl' 14 aprile 2003, ore 19:00 UTC+4 | Stati Uniti | 3 – 2 (1-0; 2-2; 0-0) | Slovacchia | Dvorec sporta Avtodizel' (800 spett.) |

| Jaroslavl' 15 aprile 2003, ore 15:00 UTC+4 | Svezia | 2 – 3 (1-0; 1-2; 0-1) | Stati Uniti | Dvorec sporta Avtodizel' (1.200 spett.) |

| Jaroslavl' 16 aprile 2003, ore 15:00 UTC+4 | Finlandia | 3 – 4 (1-2; 1-1; 1-1) | Slovacchia | Dvorec sporta Avtodizel' (900 spett.) |

| Jaroslavl' 16 aprile 2003, ore 19:00 UTC+4 | Bielorussia | 3 – 9 (1-3; 1-3; 1-3) | Svezia | Dvorec sporta Avtodizel' (1.100 spett.) |

| Jaroslavl' 17 aprile 2003, ore 15:00 UTC+4 | Stati Uniti | 2 – 0 (0-0; 1-0; 1-0) | Finlandia | Dvorec sporta Avtodizel' (450 spett.) |

| Jaroslavl' 17 aprile 2003, ore 19:00 UTC+4 | Slovacchia | 8 – 2 (2-1; 2-0; 4-1) | Bielorussia | Dvorec sporta Avtodizel' (450 spett.) |

| Pos. |             | PG | V | N | P | GF | GS | DR  | Pt | Accede a             |
| 1.   | Stati Uniti | 4  | 3 | 1 | 0 | 11 | 7  | +4  | 7  | Semifinali           |
| 2.   | Slovacchia  | 4  | 3 | 0 | 1 | 18 | 9  | +9  | 6  | Quarti di finale     |
| 3.   | Svezia      | 4  | 1 | 1 | 2 | 15 | 13 | +2  | 3  | Quarti di finale     |
| 4.   | Finlandia   | 4  | 1 | 1 | 2 | 14 | 15 | -1  | 3  | Girone Retrocessione |
| 5.   | Bielorussia | 4  | 0 | 1 | 3 | 14 | 28 | -14 | 1  | Girone Retrocessione |

#### Girone B
| Jaroslavl' 12 aprile 2003, ore 15:00 UTC+4 | Kazakistan | 3 – 5 (1-2; 1-1; 1-2) | Rep. Ceca | Arena 2000 (1.500 spett.) |

| Jaroslavl' 12 aprile 2003, ore 19:00 UTC+4 | Canada | 3 – 6 (1-1; 1-0; 1-5) | Russia | Arena 2000 (9.100 spett.) |

| Jaroslavl' 13 aprile 2003, ore 15:00 UTC+4 | Svizzera | 13 – 2 (4-1; 6-0; 3-1) | Kazakistan | Arena 2000 (2.100 spett.) |

| Jaroslavl' 14 aprile 2003, ore 15:00 UTC+4 | Rep. Ceca | 3 – 3 (0-3; 1-0; 2-0) | Canada | Arena 2000 (3.100 spett.) |

| Jaroslavl' 14 aprile 2003, ore 19:00 UTC+4 | Russia | 12 – 3 (6-0; 3-1; 3-1) | Svizzera | Arena 2000 (6.500 spett.) |

| Jaroslavl' 15 aprile 2003, ore 19:00 UTC+4 | Kazakistan | 0 – 5 (0-3; 0-2; 0-0) | Russia | Arena 2000 (5.100 spett.) |

| Jaroslavl' 16 aprile 2003, ore 15:00 UTC+4 | Canada | 8 – 1 (3-0; 3-0; 2-1) | Kazakistan | Arena 2000 (1.900 spett.) |

| Jaroslavl' 16 aprile 2003, ore 19:00 UTC+4 | Rep. Ceca | 4 – 1 (0-1; 2-0; 2-0) | Svizzera | Arena 2000 (1.600 spett.) |

| Jaroslavl' 17 aprile 2003, ore 15:00 UTC+4 | Svizzera | 0 – 5 (0-1; 0-2; 0-2) | Canada | Arena 2000 (2.100 spett.) |

| Jaroslavl' 17 aprile 2003, ore 19:00 UTC+4 | Russia | 4 – 2 (1-0; 2-2; 1-0) | Rep. Ceca | Arena 2000 (9.100 spett.) |

| Pos. |            | PG | V | N | P | GF | GS | DR  | Pt | Accede a             |
| 1.   | Russia     | 4  | 4 | 0 | 0 | 27 | 8  | +19 | 8  | Semifinali           |
| 2.   | Canada     | 4  | 2 | 1 | 1 | 19 | 10 | +9  | 5  | Quarti di finale     |
| 3.   | Rep. Ceca  | 4  | 2 | 1 | 1 | 14 | 11 | +3  | 5  | Quarti di finale     |
| 4.   | Svizzera   | 4  | 1 | 0 | 3 | 17 | 23 | -6  | 2  | Girone Retrocessione |
| 5.   | Kazakistan | 4  | 0 | 0 | 4 | 6  | 31 | -25 | 0  | Girone Retrocessione |

### Girone per non retrocedere
Le ultime due classificate di ogni raggruppamento si sfidano in un girone all'italiana di sola andata. Le prime due classificate guadagnano la permanenza nel Gruppo A, mentre le ultime vengono retrocesse in Prima Divisione. Le sfide tra squadre provenienti dallo stesso girone si disputano, ma tutte le squadre ereditano i punti e la differenza reti delle partite precedentemente giocate. Pertanto Finlandia e Svizzera partono da 2 punti in virtù delle vittorie rispettivamente su Bielorussia e Kazakistan.
| Jaroslavl' 19 aprile 2003, ore 15:00 UTC+4 | Finlandia | 5 – 4 (2-0; 1-2; 2-2) | Kazakistan | Dvorec sporta Avtodizel' (450 spett.) |

| Jaroslavl' 19 aprile 2003, ore 19:00 UTC+4 | Svizzera | 3 – 5 (2-2; 1-2; 0-1) | Bielorussia | Dvorec sporta Avtodizel' (450 spett.) |

| Jaroslavl' 20 aprile 2003, ore 15:00 UTC+4 | Finlandia | 2 – 2 (0-2; 1-0; 1-0) | Svizzera | Dvorec sporta Avtodizel' (500 spett.) |

| Jaroslavl' 20 aprile 2003, ore 19:00 UTC+4 | Bielorussia | 8 – 6 (2-1; 1-4; 5-1) | Kazakistan | Dvorec sporta Avtodizel' (550 spett.) |

| Pos. |             | PG | V | N | P | GF | GS | DR  | Pt |
| 1.   | Finlandia   | 3  | 2 | 1 | 0 | 15 | 12 | +3  | 5  |
| 2.   | Bielorussia | 3  | 2 | 0 | 1 | 19 | 17 | +2  | 4  |
| 3.   | Svizzera    | 3  | 1 | 1 | 1 | 18 | 9  | +9  | 3  |
| 4.   | Kazakistan  | 3  | 0 | 0 | 3 | 12 | 26 | -14 | 0  |

### Fase ad eliminazione diretta
|  | Quarti di finale | Quarti di finale | Quarti di finale |  |  | Semifinali | Semifinali  | Semifinali |  |  | Finali          | Finali          | Finali          |
|  |                  |                  |                  |  |  |            |             |            |  |  |                 |                 |                 |
|  |                  |                  |                  |  |  | A1         | Stati Uniti | 1          |  |  |                 |                 |                 |
|  | B2               | Canada           | 8                |  |  | B2         | Canada      | 2          |  |  |                 |                 |                 |
|  | A3               | Svezia           | 1                |  |  |            |             |            |  |  | B2              | Canada          | 3               |
|  |                  |                  |                  |  |  |            |             |            |  |  | A2              | Slovacchia      | 0               |
|  |                  |                  |                  |  |  | B1         | Russia      | 1          |  |  |                 |                 |                 |
|  | A2               | Slovacchia       | 2                |  |  | A2         | Slovacchia  | 2          |  |  | Finale 3° posto | Finale 3° posto | Finale 3° posto |
|  | B3               | Rep. Ceca        | 1                |  |  |            |             |            |  |  | A1              | Stati Uniti     | 3               |
|  |                  |                  |                  |  |  |            |             |            |  |  | B1              | Russia          | 6               |

#### Quarti di finale
| Jaroslavl' 19 aprile 2003, ore 15:00 UTC+4 | Slovacchia | 2 – 1 (0-1; 1-0; 1-0) | Rep. Ceca | Arena 2000 (4.900 spett.) |

| Jaroslavl' 19 aprile 2003, ore 19:00 UTC+4 | Canada | 8 – 1 (3-0; 3-1; 2-0) | Svezia | Arena 2000 (5.600 spett.) |

#### Semifinali
| Jaroslavl' 20 aprile 2003, ore 15:00 UTC+4 | Russia         | 1 – 2 (d.t.s.) (1-0; 0-1; 0-0; 0-0) | Slovacchia | Arena 2000 (8.400 spett.) |
| Shootout 0 – 1                             |                |                                     |            |                           |
|                                            |                |                                     |            |                           |
|                                            | Shootout 0 – 1 |                                     |            |                           |

| Jaroslavl' 20 aprile 2003, ore 19:00 UTC+4 | Stati Uniti | 1 – 2 (d.t.s.) (0-0; 1-1; 1-1) | Canada | Arena 2000 (3.900 spett.) |

#### Finale per il 5º posto
| Jaroslavl' 21 aprile 2003, ore 19:00 UTC+4 | Rep. Ceca | 2 – 3 (d.t.s.) (0-0; 1-1; 1-1) | Svezia | Dvorec sporta Avtodizel' (500 spett.) |

#### Finale per il 3º posto
| Jaroslavl' 22 aprile 2003, ore 15:00 UTC+4 | Stati Uniti | 3 – 6 (2-3; 1-1; 0-2) | Russia | Arena 2000 (5.900 spett.) |

#### Finale
| Jaroslavl' 22 aprile 2003, ore 19:00 UTC+4 | Canada | 3 – 0 (1-0; 1-0; 1-0) | Slovacchia | Arena 2000 (8.700 spett.) |

### Classifica marcatori
| Giocatore            | PG | G | A  | Pt | +/- | MP |
| -------------------- | -- | - | -- | -- | --- | -- |
| Kanstanzin Zacharaŭ  | 6  | 5 | 11 | 16 | -4  | 10 |
| Andrėj Kascicyn      | 6  | 6 | 9  | 15 | -3  | 28 |
| Aleksandr Ovečkin    | 6  | 9 | 4  | 13 | +13 | 6  |
| Vadzim Karaha        | 6  | 8 | 4  | 12 | -4  | 37 |
| Kevin Romy           | 6  | 4 | 8  | 12 | +6  | 4  |
| Konstantin Puškarëv  | 6  | 9 | 1  | 10 | -4  | 6  |
| T. J. Hensick        | 6  | 6 | 4  | 10 | +5  | 0  |
| Peter Guggisberg     | 6  | 6 | 4  | 10 | +4  | 4  |
| Evgenij Malkin       | 6  | 5 | 4  | 9  | +11 | 2  |
| Marc-Antoine Pouliot | 7  | 2 | 7  | 9  | +1  | 6  |

### Classifica portieri
| Giocatore      | Min    | TC  | GS | SO | MGS  | Sv%   |
| -------------- | ------ | --- | -- | -- | ---- | ----- |
| Marek Schwarz  | 280:00 | 166 | 10 | 0  | 2.14 | 93.98 |
| Ryan Munce     | 360:00 | 177 | 11 | 2  | 1.83 | 93.79 |
| Jaroslav Halák | 419:48 | 206 | 14 | 0  | 2.00 | 93.20 |
| Mike Brown     | 237:49 | 116 | 9  | 1  | 2.27 | 92.24 |
| Rustam Sidikov | 314:47 | 137 | 11 | 0  | 2.10 | 91.97 |

### Classifica finale
| Pos | Squadra     |
| --- | ----------- |
| 1   | Canada      |
| 2   | Slovacchia  |
| 3   | Russia      |
| 4   | Stati Uniti |
| 5   | Svezia      |
| 6   | Rep. Ceca   |
| 7   | Finlandia   |
| 8   | Bielorussia |
| 9   | Svizzera    |
| 10  | Kazakistan  |

| Promosse nel Gruppo A:         | Svizzera  | Kazakistan |
| Retrocesse in Prima divisione: | Danimarca | Norvegia   |

#### Riconoscimenti
Riconoscimenti individuali
| Premio             | Giocatore         |
| ------------------ | ----------------- |
| Miglior portiere   | Jaroslav Halák    |
| Miglior difensore  | Brent Seabrook    |
| Miglior attaccante | Aleksandr Ovečkin |

All-Star Team
| Attacco:  | Aleksandr Ovečkin – T. J. Hensick – Anthony Stewart |
| Difesa:   | Brent Seabrook – Lukáš Pulpán                       |
| Portiere: | Jaroslav Halák                                      |

## Prima Divisione
Il Campionato di Prima Divisione si è svolto in due gironi all'italiana. Il Gruppo A ha giocato a Ventspils, in Lettonia, fra il 22 e il 28 marzo 2003. Il Gruppo B ha giocato a Briançon, in Francia, fra il 23 marzo e il 29 marzo 2003:

### Gruppo A
| Pos. |             | PG | V | N | P | GF | GS | DR  | Pt |
| 1.   | Danimarca   | 5  | 4 | 1 | 0 | 31 | 12 | +19 | 9  |
| 2.   | Germania    | 5  | 4 | 0 | 1 | 34 | 8  | +26 | 8  |
| 3.   | Slovenia    | 5  | 3 | 0 | 2 | 24 | 27 | -3  | 6  |
| 4.   | Lettonia    | 5  | 1 | 2 | 2 | 14 | 15 | -1  | 4  |
| 5.   | Giappone    | 5  | 1 | 1 | 3 | 15 | 19 | -4  | 3  |
| 6.   | Regno Unito | 5  | 0 | 0 | 5 | 8  | 45 | -37 | 0  |

### Gruppo B
| Pos. |          | PG | V | N | P | GF | GS | DR | Pt |
| 1.   | Norvegia | 5  | 4 | 1 | 0 | 22 | 13 | +9 | 9  |
| 2.   | Polonia  | 5  | 3 | 1 | 1 | 11 | 14 | -3 | 7  |
| 3.   | Italia   | 5  | 2 | 1 | 2 | 15 | 13 | +2 | 5  |
| 4.   | Francia  | 5  | 2 | 0 | 3 | 20 | 17 | +3 | 4  |
| 5.   | Austria  | 5  | 1 | 1 | 3 | 15 | 18 | -3 | 3  |
| 6.   | Ucraina  | 5  | 1 | 0 | 4 | 16 | 24 | -8 | 2  |

| Promosse nel Gruppo A:           | Danimarca   | Norvegia |
| Retrocesse in Seconda Divisione: | Regno Unito | Ucraina  |

## Seconda Divisione
Il Campionato di Seconda Divisione si è svolto in due gironi all'italiana. Il Gruppo A ha giocato a Tallinn, in Estonia, fra il 5 e l'11 marzo 2003. Il Gruppo B ha giocato a Belgrado, in Jugoslavia, fra il 17 e il 23 marzo 2003:

### Gruppo A
| Pos. |               | PG | V | N | P | GF | GS | DR  | Pt |
| 1.   | Corea del Sud | 5  | 5 | 0 | 0 | 56 | 12 | +44 | 10 |
| 2.   | Estonia       | 5  | 4 | 0 | 1 | 49 | 8  | +41 | 8  |
| 3.   | Croazia       | 5  | 2 | 1 | 2 | 38 | 20 | +18 | 5  |
| 4.   | Belgio        | 5  | 2 | 1 | 2 | 20 | 32 | -12 | 5  |
| 5.   | Spagna        | 5  | 1 | 0 | 4 | 23 | 36 | -13 | 2  |
| 6.   | Bulgaria      | 5  | 0 | 0 | 5 | 2  | 80 | -78 | 0  |

### Gruppo B
| Pos. |             | PG | V | N | P | GF | GS | DR  | Pt |
| 1.   | Romania     | 5  | 5 | 0 | 0 | 33 | 10 | +23 | 10 |
| 2.   | Ungheria    | 5  | 3 | 1 | 1 | 27 | 12 | +15 | 7  |
| 3.   | Paesi Bassi | 5  | 3 | 0 | 2 | 22 | 17 | +5  | 6  |
| 4.   | Jugoslavia  | 5  | 2 | 1 | 2 | 14 | 19 | -5  | 5  |
| 5.   | Lituania    | 5  | 1 | 0 | 4 | 14 | 29 | -15 | 2  |
| 6.   | Sudafrica   | 5  | 0 | 0 | 5 | 9  | 33 | -24 | 0  |

| Promosse in Prima Divisione:   | Corea del Sud | Romania   |
| Retrocesse in Terza Divisione: | Bulgaria      | Sudafrica |

## Terza Divisione
Il Campionato di Terza Divisione si è svolto in due gironi all'italiana. Il Gruppo A ha giocato a Città del Messico, in Messico, fra il 5 e l'8 marzo 2003. Il Gruppo B ha giocato a Sarajevo, in Bosnia ed Erzegovina, fra il 6 e il 9 febbraio 2003:

### Gruppo A
| Pos. |               | PG | V | N | P | GF | GS | DR  | Pt |
| 1.   | Australia     | 3  | 3 | 0 | 0 | 28 | 6  | +22 | 6  |
| 2.   | Messico       | 3  | 2 | 0 | 1 | 12 | 12 | 0   | 4  |
| 3.   | Cina          | 3  | 1 | 0 | 2 | 11 | 12 | -1  | 2  |
| 4.   | Nuova Zelanda | 3  | 0 | 0 | 3 | 2  | 23 | -21 | 0  |

### Gruppo B
| Pos. |                      | PG | V | N | P | GF | GS | DR  | Pt |
| 1.   | Islanda              | 3  | 3 | 0 | 0 | 19 | 4  | +15 | 6  |
| 2.   | Turchia              | 3  | 1 | 0 | 2 | 16 | 11 | +5  | 2  |
| 3.   | Bosnia ed Erzegovina | 3  | 1 | 0 | 2 | 8  | 19 | +11 | 2  |
| 4.   | Israele              | 3  | 1 | 0 | 2 | 5  | 14 | -9  | 2  |

| Promosse in Seconda Divisione:      | Australia | Islanda   |
| Retrocesse dalla Seconda Divisione: | Bulgaria  | Sudafrica |